# سيلفستر ك. سيمبسون
سيلفستر ك. سيمبسون (بالإنجليزية: Sylvester C. Simpson) هو محامي وسياسي أمريكي، ولد في 21 مارس 1844 في مسلك أوريغون في الولايات المتحدة، وتوفي في 3 مارس 1913 في سان فرانسيسكو في الولايات المتحدة.